# Esilio sull'inferno
Esilio sull'inferno (Exile to Hell) è un racconto di fantascienza di Isaac Asimov pubblicato per la prima volta nel 1968 sul numero di maggio della rivista Analog Science Fiction and Fact.
Successivamente è stato incluso nell'antologia Testi e note (Buy Jupiter and Other Stories) del 1975.
È stato pubblicato varie volte in italiano a partire dal 1976, occasionalmente anche col titolo Esilio all'inferno.
Asimov scrisse Esilio sull'inferno nel 1967 e lo propose ad Analog, che non aveva pubblicato suoi racconti dal 1960. La storia fu accettata e comparve sulla rivista l'anno successivo, con un cappello scritto dal direttore John W. Campbell che, nota lo scrittore, rovina l'effetto sorpresa del racconto rivelandone l'epilogo.

## Trama
Un uomo di nome Jenkins viene sottoposto a un processo dopo avere accidentalmente danneggiato un computer con conseguenze potenzialmente disastrose per la sopravvivenza della società sotterranea in cui vive, completamente dipendente dai computer. Il processo è condotto infatti da computer programmati per discutere l'accusa e la difesa e Jenkins viene giudicato colpevole di “danneggiamento alle attrezzature”, che costituisce un delitto gravissimo secondo le leggi vigenti. Come pena, viene condannato all'esilio a vita in un ambiente in cui le condizioni di vita sono insopportabili.